# Sobanice
Sobanice – wieś sołecka w Polsce położona w województwie mazowieckim, w powiecie płońskim, w gminie Naruszewo. W miejscowości znajduje się jednostka ochotniczej straży pożarnej.
W Sobanicach mieści się ośrodek Centrum Rekreacji i Rozrywki, gdzie są organizowane wycieczki integracyjne dla dzieci i młodzieży oraz znajduje się sala weselna. Ośrodek liczy ogółem 9 hektarów powierzchni, posiada własne stawy i otoczony jest lasami bogatymi w zwierzynę, grzyby i jagody. To doskonała baza dla ludzi, którzy chcą aktywnie wypocząć oraz dla amatorów pięknych widoków i krystalicznie czystego powietrza.
W Sobanicach mieści się także jedyne w Polsce Muzeum Afryki. Muzeum jest zarejestrowane w Ministerstwie Kultury i Dziedzictwa Narodowego w Warszawie. Na kolekcję muzeum składa się ponad 6000 eksponatów sztuki użytkowej z Afryki (maski, rzeźba, przedmioty użytkowe jak meble, odzież, broń, zabawki etc.), jak również inne przedmioty użytku codziennego. Muzeum Afryki jest częścią Centrum Afrykańskiego. Na centrum składa się: Muzeum Afrykańskie, 2  wioski afrykańskie, restauracja, sklepik afrykański, hale i inne obiekty służące do rekreacji i przeprowadzania zabaw, gier i zawodów sportowych.
W latach 1975–1998 miejscowość administracyjnie należała do województwa ciechanowskiego.